# Abensberg
Abensberg este o localitate urbană de tip târg, un oraș, din landul Bavaria, Germania. Se află lângă Abens, la o altitudine de 370 m deasupra nivelului mării. Are o suprafață de 60,29 km² și 60,27 km². Populația este de 13.946 locuitori, determinată la 30 septembrie 2019.